# 馬克·杜爾肯

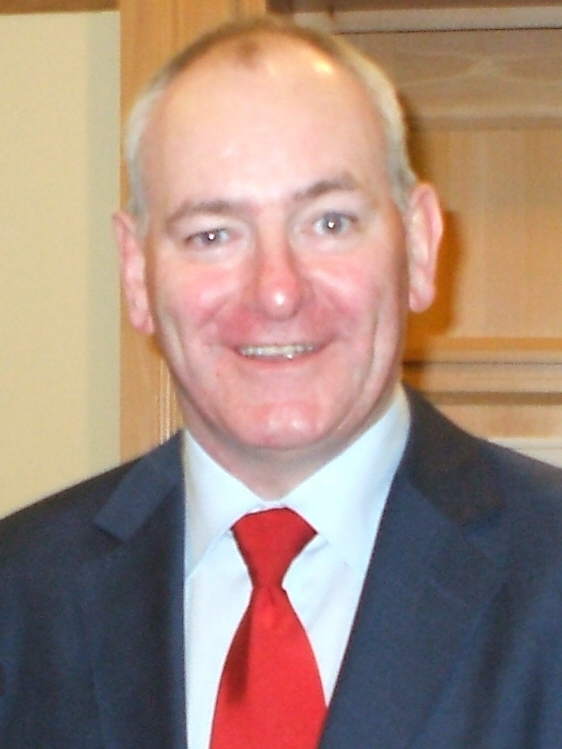

馬克·杜爾肯（Mark Durkan，1960年6月26日—）是一位北愛爾蘭社會民主工黨的政治家。自2001年至2002年，他擔任北愛爾蘭副首席部長。2001年至2010年，他是社會民主工黨的黨首。他在2005年至2017年也是福伊爾選區選出的英國下議院議員。